# Apple II

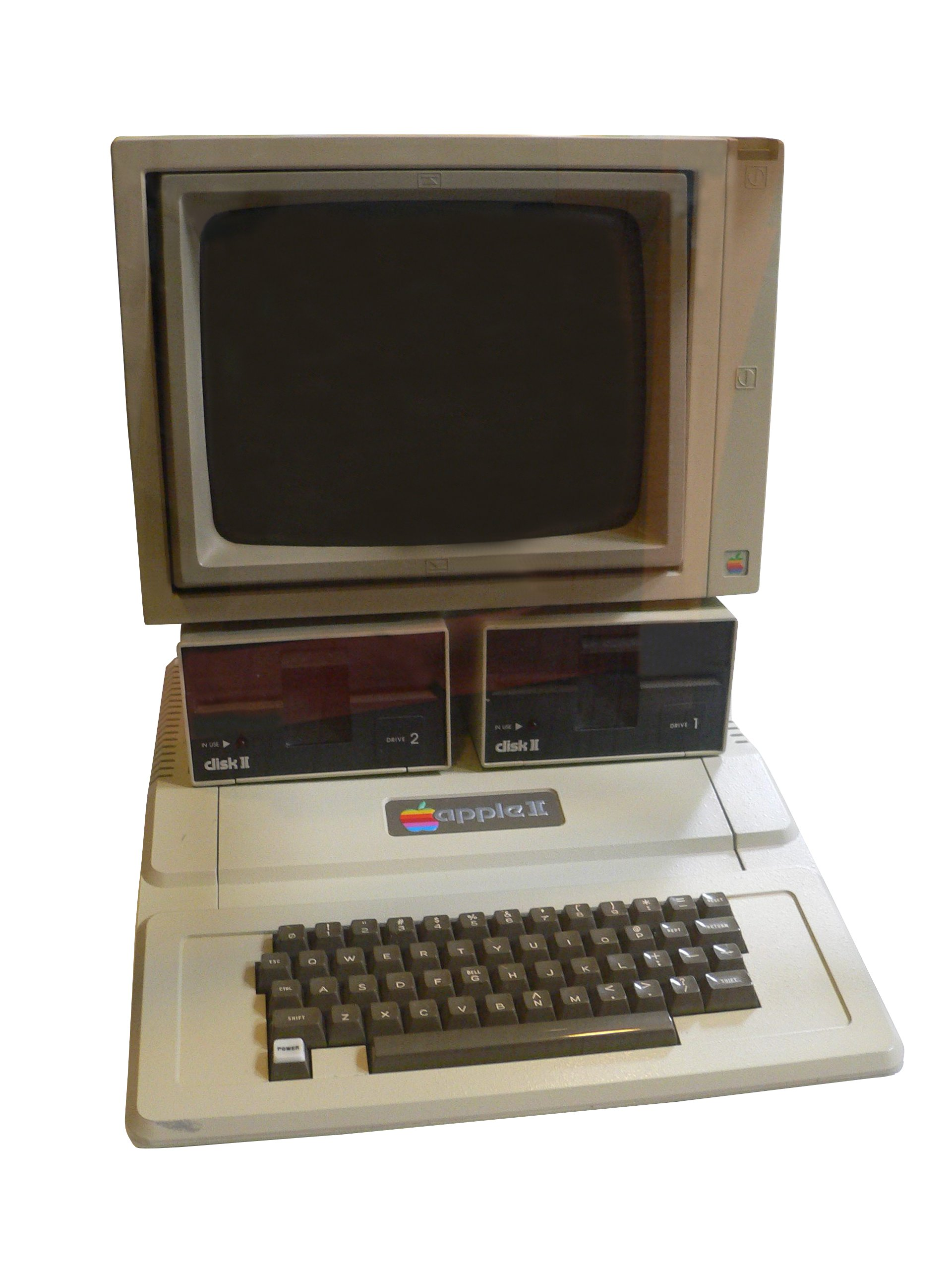
Apple II, що з'явився в 1977 році, пропонував користувачам інтегровану клавіатуру, кольорову графіку, звук, пластиковий корпус, вісім слотів розширення і два дисководи.

Apple II (у найменуванні різних моделей використовувалося також написання «Apple ][» і «Apple //») — перший комп'ютер, що серійно випускався компанією Apple Computer. Це прямий спадкоємець комп'ютера для ентузіастів Apple I, який ніколи не вироблявся у великих кількостях, але вже містив багато ідей, які забезпечили успіх Apple II.
Комп'ютер був вперше представлений у 1977 році на виставці West Coast Computer Fair і став одним з найперших і найуспішніших персональних комп'ютерів того часу. Вироблялося кілька моделей Apple II, і найпопулярніша з них, з відносно невеликими змінами, продавалася до 1990-х. Всього було виготовлено від 5 до 6 мільйонів екземплярів Apple II.
На відміну від інших мікрокомп'ютерів того часу, Apple II виглядав більш схожим на офісний інструмент, ніж на елемент електронного обладнання. Це був комп'ютер, який підходив для домашньої обстановки, столу менеджера або шкільного класу.
Також унікальним для того часу було використання кольору і графічних режимів високої роздільної здатності, його звукових можливостей, а також вбудованої мови програмування Бейсік. У порівнянні з більш ранніми машинами, ці можливості були добре документовані та прості у вивченні. Тим самим, Apple II позначив початок революції в області персональних комп'ютерів: це була машина для мас, а не тільки для любителів, учених чи інженерів.

## Оригінальний Apple II
Перші комп'ютери Apple II (Apple ][), що з'явилися у продажу 10 червня 1977 року, були оснащені процесором MOS Technology 6502 з тактовою частотою 1 МГц, 4 КБ оперативної памʼяті (розширюваними до 48 КБ), 4 КБ постійної пам'яті з записаними програмами монітора і інтерпретатора Integer BASIC (він же Basic для цілочислових операцій), інтерфейсом для підключення касетного магнітофона.
Відеоконтролер мав кілька режимів.
- Текстовий, 24 рядки по 40 символів, чорно-білий. Символи могли бути звичайними, інверсними та миготливими;
- Графічний кольоровий, з роздільною здатністю 280 на 192 пікселі при 6 кольорах. Завдяки особливостям стандарту NTSC схема відеоконтролера була вельми проста (хоча це і накладало серйозні обмеження на якість зображення), біти в області пам'яті, відведеної під графічний екран безпосередньо ставилися у відповідність фазі сигналу. Кольори кодувалися наступним чином: два біта зі значенням 11 давали дві білі крапки в рядку, 00 — дві чорні. 10 — червону чи блакитну в залежності від старшого біта байта + чорну, 01 — чорну + зелену / пурпурову в залежності від значення старшого біта. Таким чином, однорідне зафарбовування було можливо тільки білим або чорним кольором;
- Графічний, з низькою роздільною здатністю, 40 на 48 кольорових елементів при 16 кольорах.

Допускалися змішані режими, в яких 4 нижні рядки екрану відводилися під текст, а решта верхня частина — під графіку високого або низького розрізнення. Всього використовувалися дві сторінки по 8 Кбайт для графіки високої роздільної здатності, і дві по 1 Кбайт — для тексту або графіки низького дозволу. Ці сторінки розташовувалася за фіксованими адресами в основний оперативної пам'яті й, якщо відповідний відеорежим не використовувався, могли використовуватися як звичайна оперативна пам'ять. Під час зворотного ходу променя розгортки відеоконтролер продовжував інкрементувати адреси пам'яті, через що після кожного текстового чи графічного рядка в пам'яті розташовувалися невживані байти (деякі програми використовували їх для зберігання своїх даних). Щоб уникнути конфліктів при доступі до пам'яті між центральним процесором і відеоконтролером, використовувалася дуже проста схема: коли сигнал основної тактової частоти перебував у стані логічного 0, з пам'яттю працював процесор, а коли 1 — відеоконтролер.
Для підключення монітора або телевізора (через модулятор) використовувався композитний відеовихід у форматі NTSC. У комп'ютерах, що продаються в Європі, використовувався додатковий кодер PAL, розміщений на платі розширення.
Звук забезпечувався динаміком, керованим через регістр у пам'яті (використовувався 1 біт).
Комп'ютер мав 8 роз'ємів розширення, у один з яких можна було вставити плату з мікросхемами додаткової оперативної пам'яті. Інші слоти як правило використовувалися для забезпечення введення-виведення (послідовні і паралельні порти, контролери зовнішніх пристроїв).
Початкова роздрібна ціна комп'ютера становила 1298 доларів США з 4 КБ ОЗП, або 2638 доларів за модель з 48 КБ.
З тим щоб відобразити унікальну на той момент особливість — кольорову графіку, логотип на корпусі комп'ютера містив кольори веселки. Цей логотип компанія зберігала до початку 2000 року.
Пізніше з'явився 5 ¼-дюймовий дисковод Disk II, який надав користувачам значно більший об'єм для збереження даних. Дисководи (до 2-х штук) під'єднувалися через карту контролера, що вставляється в один зі слотів розширення (зазвичай, слот 6). Дисководи були односторонні, дозволяли (використовуючи DOS 3.3) записувати 35 доріжок, 16 секторів по 256 байт на кожній стороні дискети. Таким чином, на одній стороні дискети, яка сприймається як окремий диск, записувалося 140 КБ. Інтерфейс Disk II, створений Стівом Возняком, досі вважається зразком інженерного мистецтва. У той час як інші подібні контролери складалися з безлічі мікросхем для синхронізації вводу / виводу з обертанням диска, позиціювання головки на потрібну доріжку і кодування даних в магнітні імпульси, контролер Стіва нараховував лише кілька мікросхем; Apple DOS брала на себе більшу частину цих функцій. Використаний в контролері принцип кодування Group Code Recording було набагато простіше реалізувати програмно, ніж зазвичай використовуваний MFM. Згідно з легендою, Стів повторював розведення друкованої плати контролера кілька разів, коли розумів, що перенесення ще однієї функції в програму дозволить йому усунути ще одну мікросхему. У результаті, мала кількість мікросхем зробила Disk II першим контролером гнучких дисків, застосованим у персональних комп'ютерах. Як побічний ефект, така схема спростила розробникам пропрієтарного програмного забезпечення реалізацію захисту від копіювання своїх носіїв.

## Програмне забезпечення
Серія Apple II свого часу лідирувала серед персональних комп'ютерів на ринку програмного забезпечення, аналогічний ринок існував тільки для платформи CP/M, що об'єднувала системи багатьох різних виробників.
В основному на Apple II використовувалися операційні системи Apple DOS, ProDOS, UCSD P-System, CP/M (з картою CP/M). На Apple II  GS  переважно використовувалася система GS / OS. Найбільш часто використовувалися мови програмування — мова асемблера, Applesoft BASIC, UCSD Pascal, Лого. Абсолютна більшість комерційних програм для Apple II писалася в середовищі Apple DOS і згодом ProDOS і GS / OS мовою асемблера. Решта середовища програмування та операційні системи використовувалися в основному для написання користувачами програм для власних потреб і для цілей навчання, оскільки не дозволяли створювати комерційно конкурентоспроможний ефективний та універсальний код. Платформа CP/M використовувалася для виконання коду з комп'ютерів інших виробників, але для розробки спеціально під Apple II не застосовувалася, оскільки більшість комп'ютерів Apple II не були оснащені апаратною підтримкою CP/M.

## Емуляція
В даний час існує декілька емуляторів Apple II для різних платформ, в тому числі для мобільних телефонів. Чимало образів оригінальних дискет для цього комп'ютера доступні безкоштовно. Існував навіть проєкт «The Lost Classics Project» , мета якого — переконати власників авторських прав на класичне програмне забезпечення для Apple II надати ці програми у вільний доступ; таким чином було «звільнено» безліч програм. Емулятор Virtual ][ для платформи Mac OS X написаний з такою увагою до деталей, що навіть точно відтворює звуки установки в привід і обертання дискет, позиціювання головки дисковода і друку на матричному принтері.